# Mittelhees
Mittelhees ist ein Stadtteil der Stadt Kreuztal im Kreis Siegen-Wittgenstein.

## Geschichte
Mittelhees ist vermutlich der ursprüngliche Hauptsitz des adeligen Geschlechtes der Junker von der Hees. Im 15. Jahrhundert wurde es in Verbindung mit dem heute noch bestehenden und unter Denkmalschutz stehenden Hof Wurmbach als die Hees bezeichnet.
Der Ort war früher eine selbstständige Gemeinde. Bis zur kommunalen Neugliederung am 1. Januar 1969 gehörte Mittelhees zum Kirchspiel Oberholzklau sowie zum Amt Freudenberg, zu dem es 1452 gelangte. Dann kam es mit drei anderen Heestalgemeinden (Oberhees, Osthelden und Fellinghausen) zu Kreuztal.
Die wenigen Häuser liegen im Tal der Hees inmitten von Wiesen und Feldern. Viele alte Höfe und die ländliche Struktur blieben bis heute erhalten. Der genannte namensgebende Heesbach durchfließt die Stadtteile Oberhees, Mittelhees, Junkernhees und Fellinghausen und mündet in die Littfe.

### Wappen
Mittelhees führte kein eigenes Wappen, sondern benutzte das Siegel des Amtes Freudenberg.

## Sport

### Sportstätten
Seit 1997 hat Mittelhees einen Golfplatz, auf dem der Golfclub Siegerland ansässig ist.

## Bilder

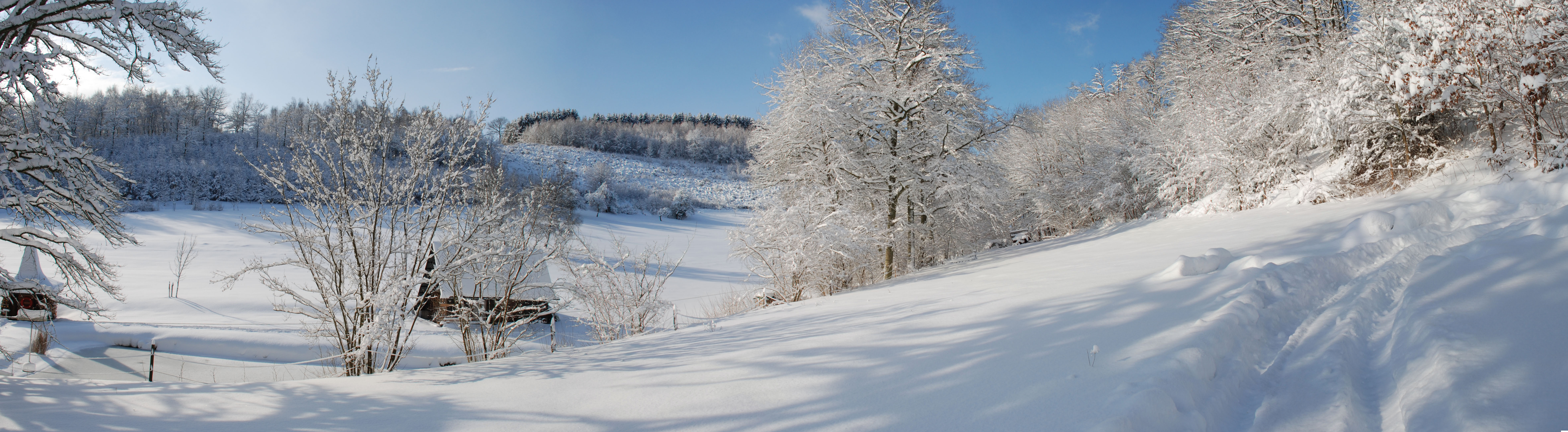
An der Zufahrt zum Golfclub
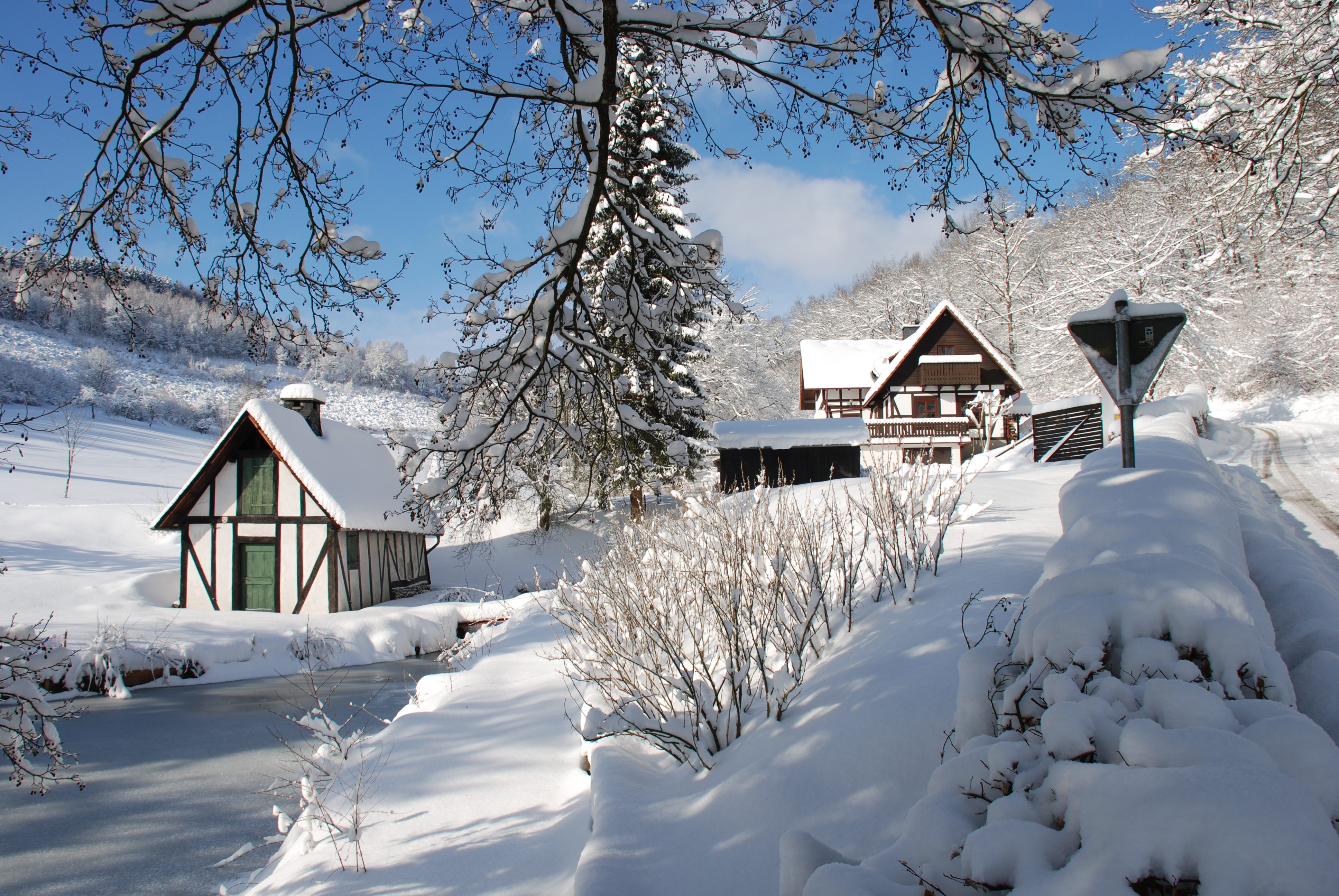
Winter 2010
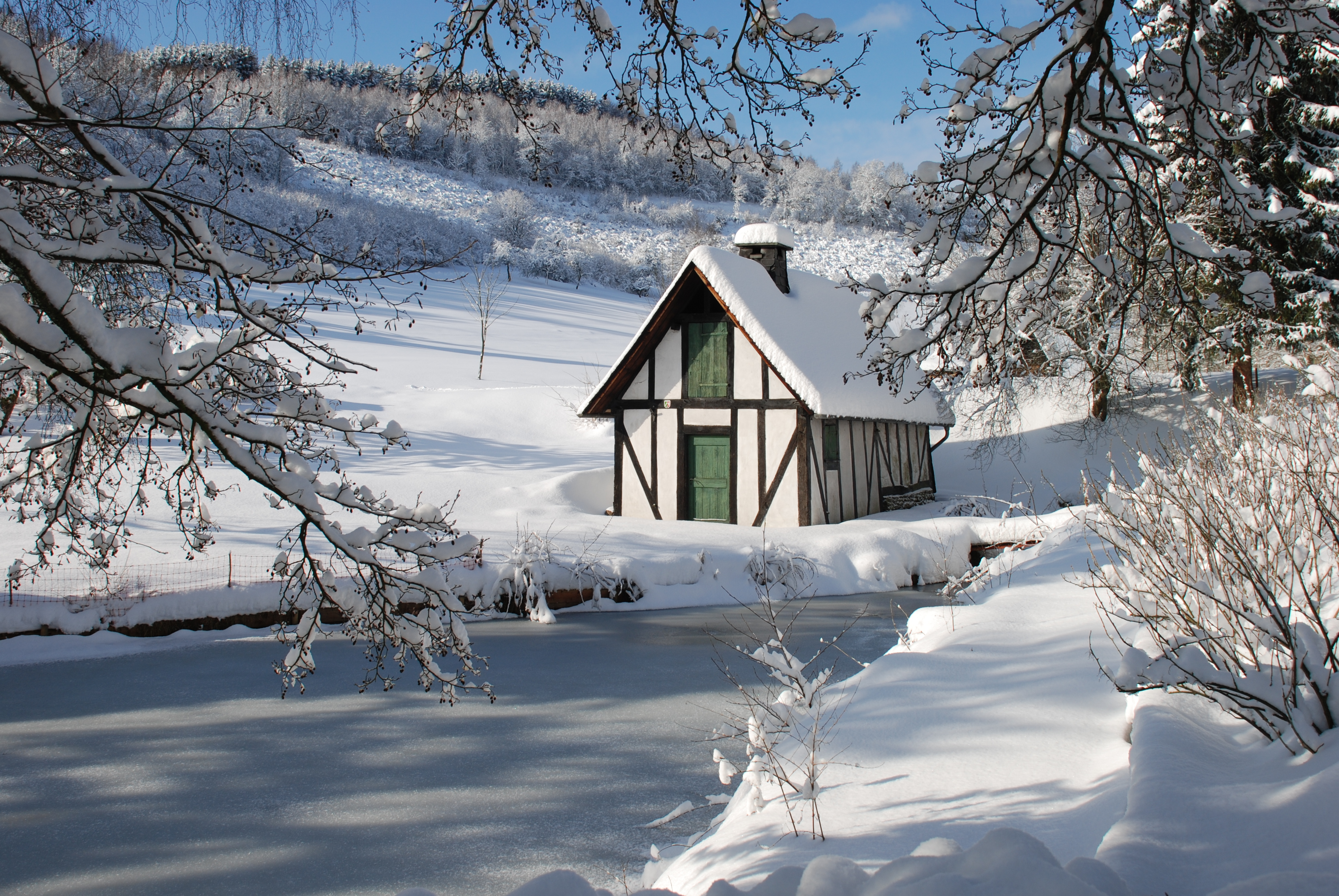
Das Backhaus in Mittelhees
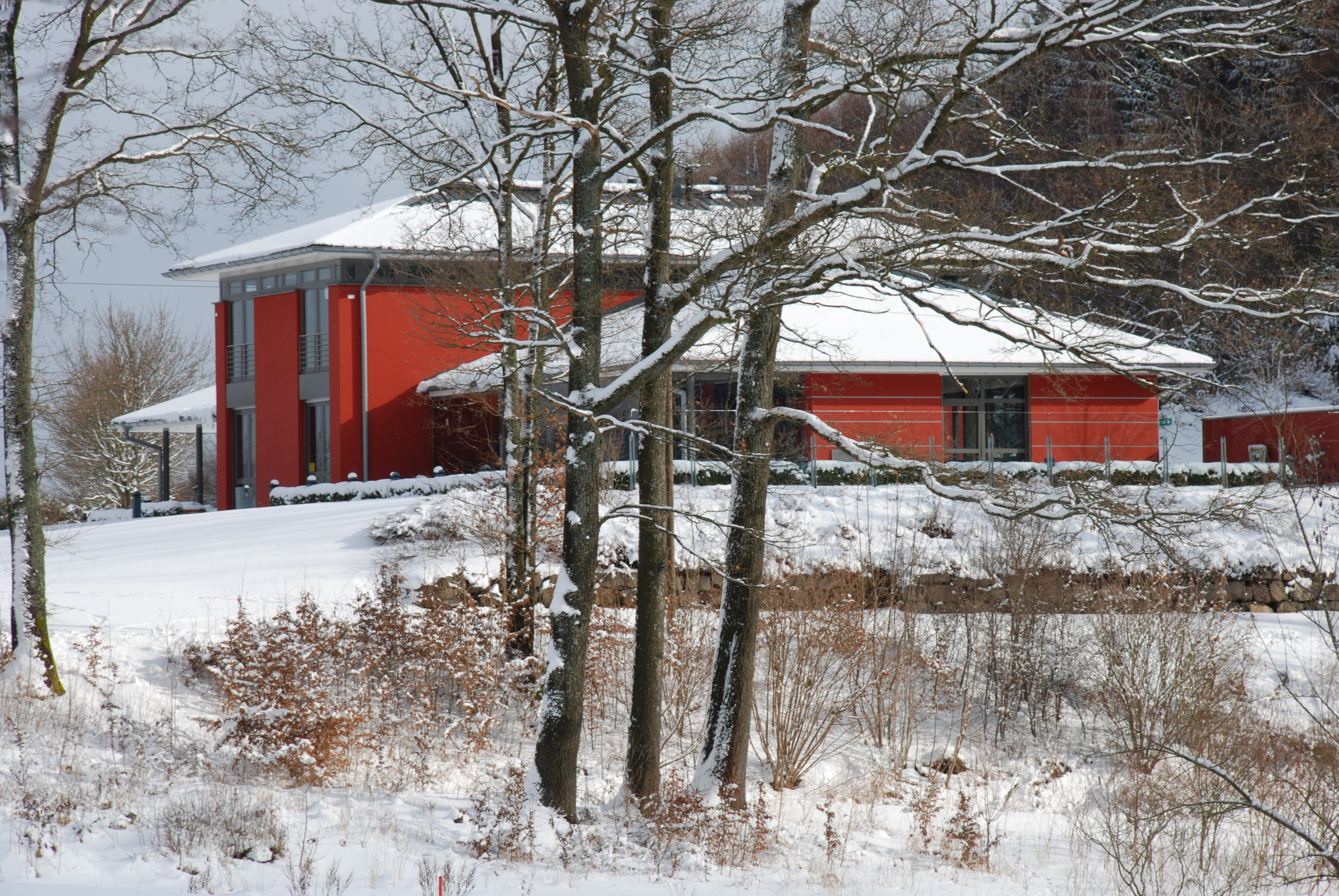
Clubhaus Golfclub Siegerland
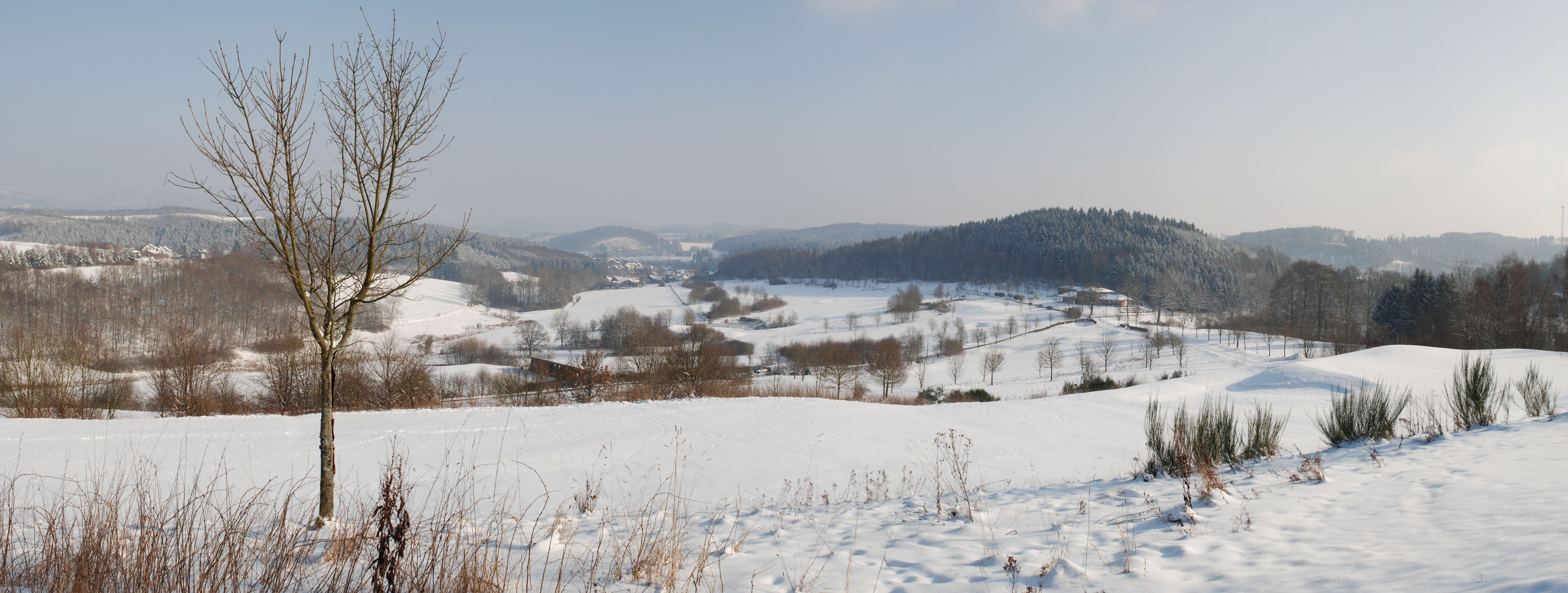
Winterlandschaft am Golfplatz